# Шероа
Шероа (фр. Chéroy) насеље је и општина у источном делу централне Француске у региону Бургоња, у департману Јон која припада префектури Санс.
По подацима из 2011. године у општини је живело 1615 становника, а густина насељености је износила 153,52 становника/km². Општина се простире на површини од 10,52 km². Налази се на средњој надморској висини од 145 метара (максималној 159 m, а минималној 123 m).

## Демографија
| 1962. | 1968. | 1975. | 1982. | 1990. | 1999. | 2011. |
| ----- | ----- | ----- | ----- | ----- | ----- | ----- |
| 548   | 578   | 763   | 1.024 | 1.326 | 1.403 | 1.615 |

График промене броја становника у току последњих година